# Ілас Бебу
Ілас Бебу (фр. Ihlas Bebou, нар. 23 квітня 1994, Сокоде) — тоголезький футболіст, нападник клубу «Гоффенгайм 1899» та національної збірної Того.

## Клубна кар'єра
Народився 23 квітня 1994 року в місті Сокоде. У віці одинадцяти років Ілас переїхав зі своїм батьком і сестрою своєї матері до німецького Дюссельдорфа. Тут же займався футболом а академіях клубів Garather SV (2004—2009) та VfB 03 Hilden (2009—2011). 
В липні 2011 року потрапив в молодіжну команду «Фортуни» (Дюссельдорф), а на початку 2013 року був заявлений за другу команду, що грала в Регіоналлігі Вест. У першій команді дебютував 15 вересня 2013 року в матчі Другої Бундесліги проти «Динамо» (Дрезден). Цей матч так і залишився для тоголезця єдиним у тому сезоні, а з наступного року Ілас став частіше залучатись до матчів першої команди. Наразі встиг відіграти за клуб з Дюссельдорфа 51 матч в національному чемпіонаті.

## Виступи за збірну
4 вересня 2016 року дебютував в офіційних матчах у складі національної збірної Того у грі проти Джибуті (5:0). 
У складі збірної був учасником Кубка африканських націй 2017 року у Габоні.
Наразі провів у формі головної команди країни 21 матч, забив 1 гол.
| Дата       | Місто            | Господарі         | Результат | Гості                | Турнір                                   | Голи | Примітки |
| ---------- | ---------------- | ----------------- | --------- | -------------------- | ---------------------------------------- | ---- | -------- |
| 04-09-2016 | Ломе             | Того              | 5 – 0     | Джибуті              | Відбір до Кубка африканських націй 2017  | -    | 73'      |
| 04-10-2016 | Ломе             | Того              | 1 – 0     | Уганда               | товариський матч                         | -    |          |
| 09-10-2016 | Ломе             | Того              | 2 – 0     | Мозамбік             | товариський матч                         | -    | 27'      |
| 11-11-2016 | Туніс            | Коморські Острови | 2 – 2     | Того                 | товариський матч                         | -    | 76'      |
| 15-11-2016 | Марракеш         | Марокко           | 2 – 1     | Того                 | товариський матч                         | -    | 86'      |
| 16-01-2017 | Оєм              | Кот-д'Івуар       | 0 – 0     | Того                 | Кубок африканських націй 2017 - 1-й етап | -    |          |
| 20-01-2017 | Оєм              | Марокко           | 3 – 1     | Того                 | Кубок африканських націй 2017 - 1-й етап | -    |          |
| 24-01-2017 | Порт-Жантіль     | Того              | 1 – 3     | ДР Конго             | Кубок африканських націй 2017 - 1-й етап | -    |          |
| 24-03-2017 | Александрія      | Лівія             | 0 – 0     | Того                 | товариський матч                         | -    |          |
| 28-03-2017 | Александрія      | Єгипет            | 3 – 0     | Того                 | товариський матч                         | -    | 82'      |
| 04-06-2017 | Марсель          | Того              | 2 – 0     | Коморські Острови    | товариський матч                         | -    |          |
| 11-06-2017 | Бліда            | Алжир             | 1 – 0     | Того                 | Відбір до Кубка африканських націй 2019  | -    |          |
| 05-10-2017 | Тегеран          | Іран              | 2 – 0     | Того                 | товариський матч                         | -    | 66'      |
| 21-03-2018 | Сен-Ле-ла-Форе   | Того              | 0 – 0     | Мадагаскар           | товариський матч                         | -    |          |
| 24-03-2018 | Бове             | Кот-д'Івуар       | 2 – 2     | Того                 | товариський матч                         | -    |          |
| 09-09-2018 | Ломе             | Того              | 0 – 0     | Бенін                | Відбір до Кубка африканських націй 2019  | -    |          |
| 06-09-2019 | Мороні           | Коморські Острови | 1 – 1     | Того                 | Відбір до ЧС 2022                        | -    |          |
| 10-09-2019 | Ломе             | Того              | 2 – 0     | Коморські Острови    | Відбір до ЧС 2022                        | -    | 46'      |
| 10-10-2019 | Фос-сюр-Мер      | Кабо-Верде        | 2 – 1     | Того                 | товариський матч                         | 1    | 46'      |
| 13-10-2019 | Салон-де-Прованс | Того              | 1 – 1     | Екваторіальна Гвінея | товариський матч                         | -    |          |
| 12-10-2020 | Туніс            | Того              | 1 – 1     | Судан                | товариський матч                         | -    |          |
| Усього     |                  | Матчів            | 21        |                      | Голів                                    | 1    |          |